# Мелиса Букелман
Мелиса Букелман (хол. Melissa_Boekelman); Дордрехт, 11. мај 1989) је холандска атлетичарка специјалиста за кугле и диска. Чланица је Ринс Хендрик из Вухта.
У децембру 2013. Мелиса Букелман је дебитовала у такмичењу боба двоседа на боб стази Кенигсзе у Шенау ам Кенигсзе. Завршиила је као седма. Почетком 2014. имала је први наступ на Светском купу у бобу на стази у Санкт Морицу, завршивши 11. Возила је у пару са Есме Камфејс.

## Значајнији резултати
| Год.      | Такмичење                    | Место                        | Пласман   | Дисциплина   | Резултат  | Бел.                                  |
| Холандија | Холандија                    | Холандија                    | Холандија | Холандија    | Холандија |                                       |
| --------- | ---------------------------- | ---------------------------- | --------- | ------------ | --------- | ------------------------------------- |
| 2006      | Светско јуниорско првенство  | Пекинг, Кина                 |           | Бацање кугле | 17,66 м   |                                       |
| 2006      | Светско јуниорско првенство  | Пекинг, Кина                 | –         | Бацање диска | БП        |                                       |
| 2007      | Европско јуниорско првенство | Хенгело, Холандија           |           | Бацање кугле | 16,51 м   |                                       |
| 2007      | Европско јуниорско првенство | Хенгело, Холандија           | 7.        | Бацање диска | 48,03 м   |                                       |
| 2008      | Светско јуниорско првенство  | Бидгошћ, Пољска              |           | Бацање кугле | 16,60 м   |                                       |
| 2008      | Светско јуниорско првенство  | Бидгошћ, Пољска              | –         | Бацање диска | БП        |                                       |
| 2009.     | Европско првенство У-23      | Каунас Литванија             | 4.        | Бацање кугле | 17,37 м   |                                       |
| 2010.     | Светско првенство у дворани  | Доха, Катар                  | 14.       | Бацање кугле | 17,57 м   |                                       |
| 2010.     | Европско првенство           | Барселона, Шпанија           | 14.       | Бацање кугле | 17,32 м   | Архивирано на веб-сајту (6. јун 2012) |
| 2011      | Европско првенство У-23      | Острава Чешка                |           | Бацање кугле | 17,88 м   |                                       |
| 2014      | Европско првенство           | Цирих, Швајцарска            | 10.       | Бацање кугле | 16,98 м   |                                       |
| 2016.     | Европско првенство           | Амстердам, Холандија         | 8.        | Бацање кугле | 17,92 м   |                                       |
| 2016.     | Олимпијске игре              | Рио де Женаиро, Бразил       | 15.       | Бацање кугле | 17,69 м   |                                       |
| 2017      | Европско првенство у дворани | Београд, Србија              | 12.       | Бацање кугле | 17,19 м   |                                       |
| 2017      | Светско првенство            | Лондон, Уједињено Краљевство | 11.       | Бацање кугле | 17,73 м   |                                       |

## Лични рекорди
| Дисциплина   | Резултат     | Место        | Датум            |
| на отвореном | на отвореном | на отвореном | на отвореном     |
| ------------ | ------------ | ------------ | ---------------- |
| Бацање кугле | 18,66        | Мерксем      | 29. јул 2017.    |
| Бацање диска | 54,08        | Ден Хаг      | 2. јун 2013.     |
| Бацање копља | 53,75        | Уден         | 27. јун 2009.    |
| у дворани    |              |              |                  |
| Бацање кугле | 18,02        | Апелдорн     | 21. јануар 2010. |